# Bruno Pezzey
Bruno Edmund Pezzey (3. februar 1955 i Lauterach – 31. december 1994 i Innsbruck) var en østrigsk fodboldspiller og træner. Han betegens som en af de bedste forsvarsspillere i Østrigs fodboldhistorie. Han døde få uger før sin 40. års fødselsdag.